# Міхал Суковський
Міхал Суковський (словац. Michal Sukovský; нар. 26 вересня 1910, Пряшів, Австро-Угорщина — пом. 4 квітня 1977, Пряшів, Чехословаччина) — словацький футболіст, нападник (лівий вінґер), тренер та чиновник (функціонер).
Цілком присвятив себе освіті молоді з вадами слуху в Ужгороді та Пряшеві. Здав спеціальні іспити та здобув професійну освіту. У 1945 році він повернувся в Пряшів, де продовжив навчання в Інституті глухонімих. Закінчив педагогічну діяльність в Крайовому педагогічному інституті спеціальних шкіл. До виходу на пенсію викладав фізкультуру.

## Кар'єра гравця
У сезоні 1936/37 років грав за «Русь» (Ужгород) у чемпіонаті Чехословаччини, відзначився одним голом у Першій лізі (4 жовтня 1936 року в Ужгороді, у воротах «Простейова»). З СК «Русь» ставав крайович чемпіоном Словаччини в 1933 і 1936 роках. У 1941 році став керівником футбольної секції клубу.
Став першим уродженцем Пряшова, який грав у найвищому чехословацькому футбольному змаганні.

## Статистика виступів у чемпіонаті
| Рік                 | Матчі | Голи | Хвилини | Клуб             |
| ------------------- | ----- | ---- | ------- | ---------------- |
| I ліга 1936/37      | 10    | 1    | 900     | «Русь» (Ужгород) |
| ЗАГАЛОМ у I ЛІЗІ ЧС | 10    | 1    | 900     |                  |

## Кар'єра тренера
Після завершення кар'єри гравця став тренером.